# Rokity (województwo pomorskie)
Rokity (kaszub. Roczitë; niem. Groß Rakitt) – wieś kaszubska w Polsce, położona w województwie pomorskim, w powiecie bytowskim, w gminie Czarna Dąbrówka, na Pojezierzu Kaszubskim, przy drodze wojewódzkiej nr 211. 
W latach 1945–54 siedziba gminy Rokity. W latach 1975–1998 wieś należała administracyjnie do województwa słupskiego.
Wieś jest placówką Ochotniczej Straży Pożarnej. Na zachód od Rokit znajduje się jezioro Jasień.
W Rokitach znajduje się dawny budynek straży granicznej w formie dworku oraz kościół z 1908 z szeroką wieżą, oszalowaną w górnej części.